# Grootsporig uitbreekkommetje
Het grootsporig uitbreekkommetje (Pyrenopeziza arctii) is een schimmel uit de familie Ploettnerulaceae. Het leeft saprotroof op stengels van kruidachtige planten. Het komt voor in ruigtevegataties en vuilnisbelten.

## Kenmerken
De asci zijn 80-100 µm. De ascosporen zijn 29-42 x 3-3,5 µm.

## Verspreiding
In Nederland komt het grootsporig uitbreekkommetje zeer zeldzaam voor.